# Valdovské duby
Valdovské duby jsou tři památné stromy duby letní (Quercus robur), které rostou nad osadou Lesná v okrese Cheb v Karlovarském kraji. Stromy se nacházejí na rozhraní lesíku a pole, asi 120 m ssv. od bývalého, dnes už neexistujícího zámku Valdov, pánů Multzů z Wallhofu (Valdova), v mapách též jako hradiště Lesná (v současnosti, roce 2014, na soukromém pozemku). Některé údaje v registru památných stromů na AOPK ČR jsou chybné (například obec - je chybně uvedena obec „Třebeň“ místo správné obce „Nový Kostel“, katastr - je uveden chybně katastr „Lesina“ místo správného katastru „Lesná u Nového Kostela“). Zákresy v mapě AOPK jsou však v pořádku.
Koruny stromů sahají do výšky 25 m, 24 m, 24 m, obvody kmenů měří 368 cm, 504 cm, 508 cm (měření 2003). Duby jsou chráněny od roku 1996 jako krajinná dominanta, historicky důležité stromy s významným vzrůstem.

## Stromy v okolí
- Buky v Kopanině